# Bni Hadifa
Bni Hadifa (franska: Bni Hadifa (CR), Bni Hadifa (Commune Rurale), arabiska: بني حذيفة) är en kommun i Marocko.   Den ligger i provinsen Al Hoceïma och regionen Tanger-Tétouan-Al Hoceïma, i den nordöstra delen av landet, 260 km öster om huvudstaden Rabat. Antalet invånare är 4 267.